# RKWard
RKWard ist eine grafische Benutzeroberfläche (GUI) für R, ein freies Programmpaket mit einem starken Fokus auf statistische Funktionen. RKWard versucht die Stärken von R mit einer benutzerfreundlichen Oberfläche zu verbinden, wie es bei kommerziellen Statistikprogrammen wie z. B. bei SPSS verbreitet ist. 
Obwohl ursprünglich für die KDE Benutzeroberfläche unter GNU/Linux entwickelt, kann RKWard auch unter Windows, macOS genutzt werden.
RKWard enthält neben einer Konsole, in der die R-Syntax direkt ausgeführt werden kann, eine Reihe von Menü-Funktionen an.
Dazu gehören ein Datei-Browser, um das Datenmanagement zu erleichtern, eine Variablenansicht, ein Tabellenfenster der geladenen Daten etc. Darüber hinaus bietet es einen Codeeditor, der die Entwicklung eigener R-Skripte u. a. durch Syntax highlighting, Code-Faltung und Autovervollständigen unterstützt.
Über das Hauptmenü können einige Standardanwendungen der deskriptiven, explorativen und analytischen Statistik von R direkt ausgeführt werden. Ebenso können Grafiken und Ausgaben über eigene Fenster und Menüs erzeugt, angepasst und angezeigt werden. RKWard bietet darüber hinaus eine Paketverwaltung, aus der alle verfügbaren Pakete der R-Entwickler-Community heruntergeladen, installiert und konfiguriert werden können. Die Software lässt sich durch Plugins um zusätzliche Dialoge erweitern. Ein RKWard-Plugin besteht aus einfachen XML- und ECMAScript/JavaScript-Dateien. Ab Version 0.5.7 ist es möglich, solche Plugins in Form von R-Paketen zu installieren. Mit dem R-Paket rkwarddev können neue grafische Dialoge für RKWard durch ausführen eines R-Skripts erzeugt werden.